# Ernst zu Stolberg
Ernst Reichsgraf zu Stolberg, Königstein, Rochefort, Wernigerode und Hohnstein, Herr zu Eppstein, Münzenberg, Breuberg, Agimont, Lohra und Klettenberg (* 25. März 1650 in Ilsenburg; † 9. November 1710 in Ilsenburg, begraben 21. Dezember 1710 in der Schlosskirche Ilsenburg) war ein deutscher Politiker. Er regierte bis zu seinem Tode über die Grafschaft Wernigerode.
Er ist der Sohn von Heinrich Ernst zu Stolberg und dessen Ehefrau Anna Elisabeth. Am 10. Juni 1672 heiratete er Sophia Dorothea von Schwarzburg aus dem Hause Arnstadt (* 8. Juni 1647; † 26. April 1708). Seine beiden Söhne starben im Kleinkindalter. Ihn überlebte lediglich die Tochter Sophia Elisabeth, die in das Haus Reuß zu Untergreiz einheiratete.
Testamentarisch stiftete Graf Ernst 1710, nachdem seine Gattin bereits zuvor 1000 Taler gestiftet hatte, das sogenannte Greizer Legat in Höhe von 500 Talern für Arme und Bedürftige in der Grafschaft Wernigerode, dessen Zinsen bis 1931 ausgezahlt worden sind.
Nach seinem Tod ohne männliche Erben fiel die Grafschaft Wernigerode an seinen Neffen Christian Ernst zu Stolberg-Wernigerode aus dem Hause Gedern.
| Personendaten    | Personendaten                                      |
| ---------------- | -------------------------------------------------- |
| NAME             | Ernst zu Stolberg                                  |
| ALTERNATIVNAMEN  | Stolberg, Ernst Reichsgraf zu (vollständiger Name) |
| KURZBESCHREIBUNG | Reichsgraf zu Stolberg und deutscher Politiker     |
| GEBURTSDATUM     | 25. März 1650                                      |
| GEBURTSORT       | Ilsenburg                                          |
| STERBEDATUM      | 9. November 1710                                   |
| STERBEORT        | Ilsenburg                                          |